# 保罗·尼普科夫电视台
保罗·尼普科夫电视台（德語：Fernsehsender „Paul Nipkow"，以下简称“尼普科夫电视台”），又名德国电视广播（德語：Deutscher Fernseh-Rundfunk），是纳粹德国时期的一家电视台，也是二战期间世界上唯一能够进行常规播出的电视台。其名称源自发明了尼普科夫盘的波兰裔德国物理学家保罗·高特列本·尼普可夫。尼普科夫电视台于1934年4月18日开播，1944年10月19日停播。

## 历史

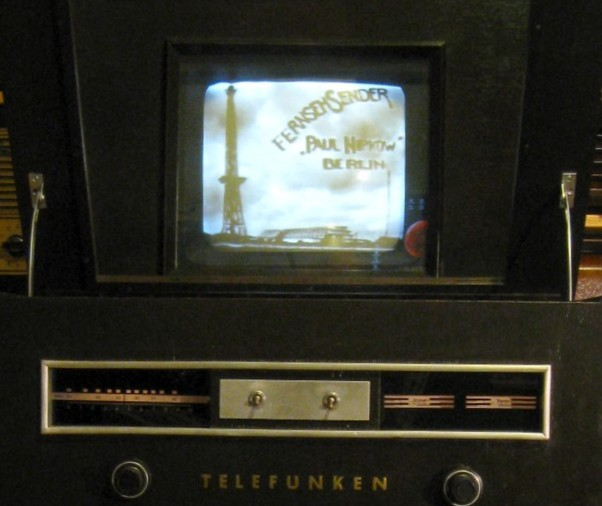
保罗·尼普科夫电视台播出画面

随着电视的发明，英国、美国、日本先后进行了电视传输试验。1928年，德国开始在首都柏林进行电视传输试验，同年，德律风根制造出了电视机样机，并在当年的柏林國際廣播展进行了展示。1929年，电视节目开始通过柏林广播塔定期传输，并于1934年4月18日开始正式向公众广播。
尼普科夫电视台虽然只能覆盖柏林及其周边地区，但仍大受欢迎。1936年柏林奥运会期间，尼普科夫电视台进行了转播，约有160,000名观众收看了电视转播，这也是历史上第一次透过电视播放的奥运会。对于当时的德国来说，电视的娱乐意义远大于宣传意义（纳粹德国宣传事务负责人约瑟夫·戈培尔认为，电台广播才是便于进行宣传的“大众媒体”）。由于技术限制，当时的电视节目几乎全部是现场直播（但仍有部分节目以35毫米膠片的形式记录下来）。1942年至1944年，德国还在被占领的法国巴黎进行了电视广播。
在盟军诺曼底登陆之后，尼普科夫电视台于1944年10月19日停播。直到1990年两德统一之后，人们发现了大约280盘记录有尼普科夫电视台节目的电影胶卷。这些影像后来被多个纪录片引用，如1996年西德广播公司和北德广播公司联合拍摄的《第三帝国的电视业》（德語：Televisionen im Dritten Reich），以及1999年由Michael Kloft拍摄的《万字旗下的电视业》（英語：Television Under the Swastika）。